# Inspektorat Gdynia Armii Krajowej
Inspektorat Gdynia Armii Krajowej – terenowa struktura Podokręgu Północno-Zachodniego z  Okręgu Pomorze Armii Krajowej.

## Struktura organizacyjna
Struktura organizacyjna podana za Atlas polskiego podziemia niepodległościowego:
- Obwód Gdynia Port i Miasto
- Obwód Wybrzeże
- Obwód Kartuzy